# 马尔图尼区 (阿尔察赫)
马尔图尼区，是位于高加索地区的阿尔扎赫共和国（纳戈尔诺-卡拉巴赫共和国）的一个区，為该国在第二次納戈爾諾-卡拉巴赫戰爭之前的8个一级行政区划之一，设立于第一次纳戈尔诺-卡拉巴赫战争期间，治所位于马尔图尼（阿塞拜疆方面称霍贾文德）。

## 地理
纳戈尔诺-卡拉巴赫自治州（阿尔察赫共和国）的马尔图尼区是以原纳戈尔诺-卡拉巴赫自治州的马尔图尼区为基础设立的。2020年纳戈尔诺-卡拉巴赫战争之前，该区仅东部的部分辖区受阿塞拜疆控制，但还包括不属于原纳卡州的阿格达姆区和菲祖利区的部分辖区。该区西北为阿尔察赫共和国的阿斯凯兰区，西南侧为阿尔察赫共和国的哈德鲁特区，东侧为阿塞拜疆控制地区。2015年，该区面积为951.16平方公里，下辖城镇社区3个，农村社区32个。
在阿塞拜疆行政区划中，原纳卡州的马尔图尼区属于霍贾文德区，该区超出原纳卡州的部分，北侧属阿格达姆区，南侧属菲祖利区。

## 历史
1991年，苏联解体，阿塞拜疆境内的纳卡州宣告独立为纳戈尔诺-卡拉巴赫共和国，而新成立的阿塞拜疆共和国议会则通过废止纳卡州的法案，该州原本的马尔图尼区也随之被废止，与哈德鲁特区合并为霍贾文德区。然而在第一次纳戈尔诺-卡拉巴赫战争期间，原马尔图尼区及其周边的大部分地区被亚美尼亚军队占领，仅东部的纳尔吉斯泰佩地区仍被阿塞拜疆控制。纳戈尔诺-卡拉巴赫共和国在原马尔图尼区的基础上，连带被亚美尼亚占领的周边地区设立新的马尔图尼区，并宣称对阿塞拜疆控制的该区东部也拥有主权。
2020年，亚美尼亚与阿尔察赫在第二次纳戈尔诺-卡拉巴赫战争中失利，该区南部被阿塞拜疆军队占领。2020年11月9日，亚美尼亚与阿塞拜疆在俄罗斯居中协调下签署停火协议。按照协议，亚美尼亚控制的纳戈尔诺-卡拉巴赫周边地区全部归还阿塞拜疆，该区下辖的原纳卡州之外的地区全部归还阿塞拜疆。

## 人口
马尔图尼区在纳卡共和国2005年人口普查时的人口数据：
| 民族       | 人数   | 占比 %   |
| ---------- | ------ | -------- |
| 亚美尼亚人 | 23 104 | 99,77 %  |
| 俄罗斯人   | 22     | 0,10 %   |
| 乌克兰人   | 6      | 0,03 %   |
| 其他       | 25     | 0,11 %   |
| 总计       | 23 157 | 100,00 % |

至2015年，马尔图尼区有城镇人口1.02万，农村人口1.41万，总计2.43万。